# Helen Gwynne-Vaughan
Dama Helen Charlotte Isabella Gwynne-Vaughan (nacida Fraser; 21 de enero de 1879 – 26 de agosto de 1967) fue una botánica, taxónoma, profesora, y prominente micóloga inglesa.

## Vida y trabajo
Helen fue educada en Cheltenham Ladies's College y King's College Londres, y también estudió con Margaret Jane Benson, jefa del Departamento de Botánica en Royal Holloway College. En 1909, nombrada jefa del Departamento en Birkbeck College en Londres. En 1911, se casó con David Thomas Gwynne-Vaughan, quién murió cuatro años más tarde.
En 1917, fue contratada controller de Women's Army Auxiliary Corps en France, en conjunto con Mona Chalmers Watson, Jefa Controller de la WAAC en Londres Por su servicio se convirtió en la primera mujer en recibir un galardón militar CBE en 1918.  Sirvió como Comandante del Women's Royal Air Force (WRAF) desde septiembre de 1918 hasta diciembre de 1919.
En 1923, fue candidata conservadora en Camberwell Norte.

## Honores y distinciones
En 1919 recibió una Orden del Imperio Británico (DBE). En 1921, fue designada profesora en Birkbeck College y continuó sus estudios en genética de criptógamas. En 1929, fue elevada a la Orden del Imperio Británico (GBE).
Fue también activa en Girl Guides y honrada con el Pez de Plata. En 1930, presidió la Sexta Conferencia Mundial de Guides. En esa conferencia, se constituyó la Asociación Mundial de Guías de Chica y Chica Scouts y Olave Baden-Powell fue unánimemente votado Guía Jefe Mundial. Entre 1939 a 1941 fue la primera Controladora Jefa del Servicio Territorial Auxiliar. Regresó a Birkbeck; y, se retiró como profesora emeritus en 1944.
En su honor, con su epónimo se nombraron espeices fúngicas; incluye Palaeoendogone gwynne-vaughaniae y Pleurage gwynne-vaughaniae.